# Libythea celtis
Libythea celtis är en fjärilsart som beskrevs av Johann Kaspar Füssli 1782. Libythea celtis ingår i släktet Libythea och familjen praktfjärilar. Inga underarter finns listade i Catalogue of Life.

## Bildgalleri

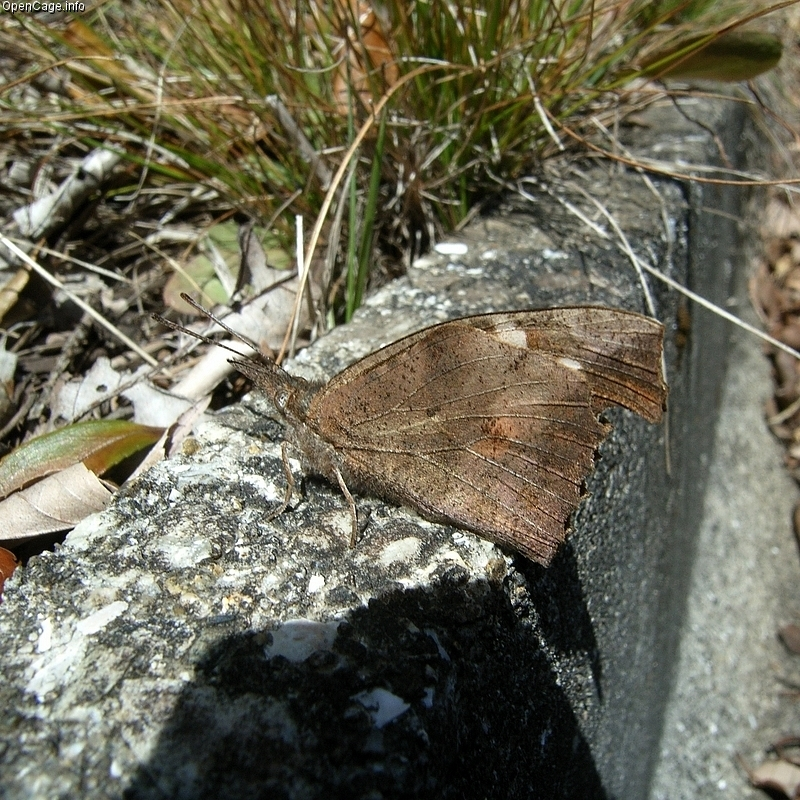
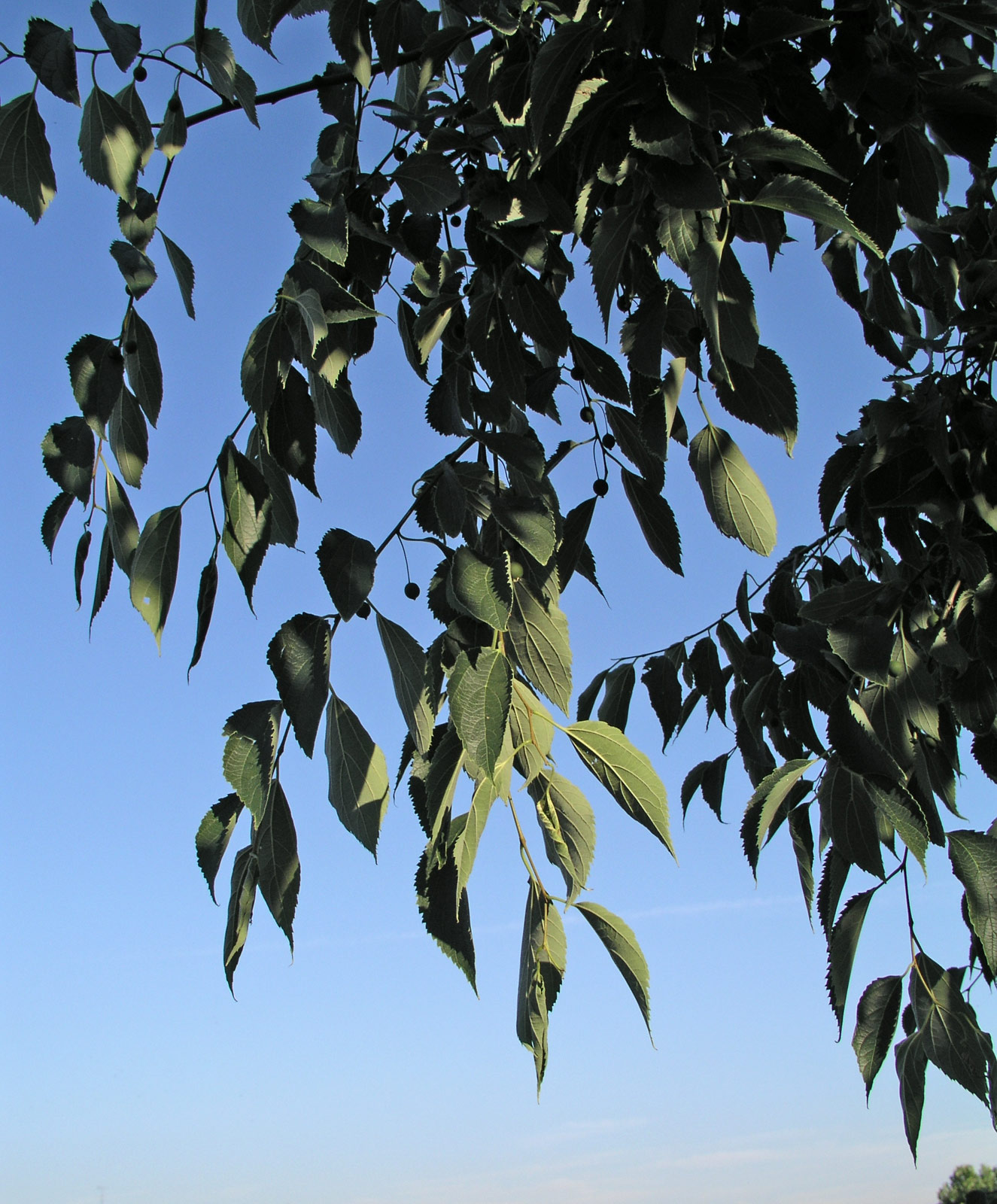
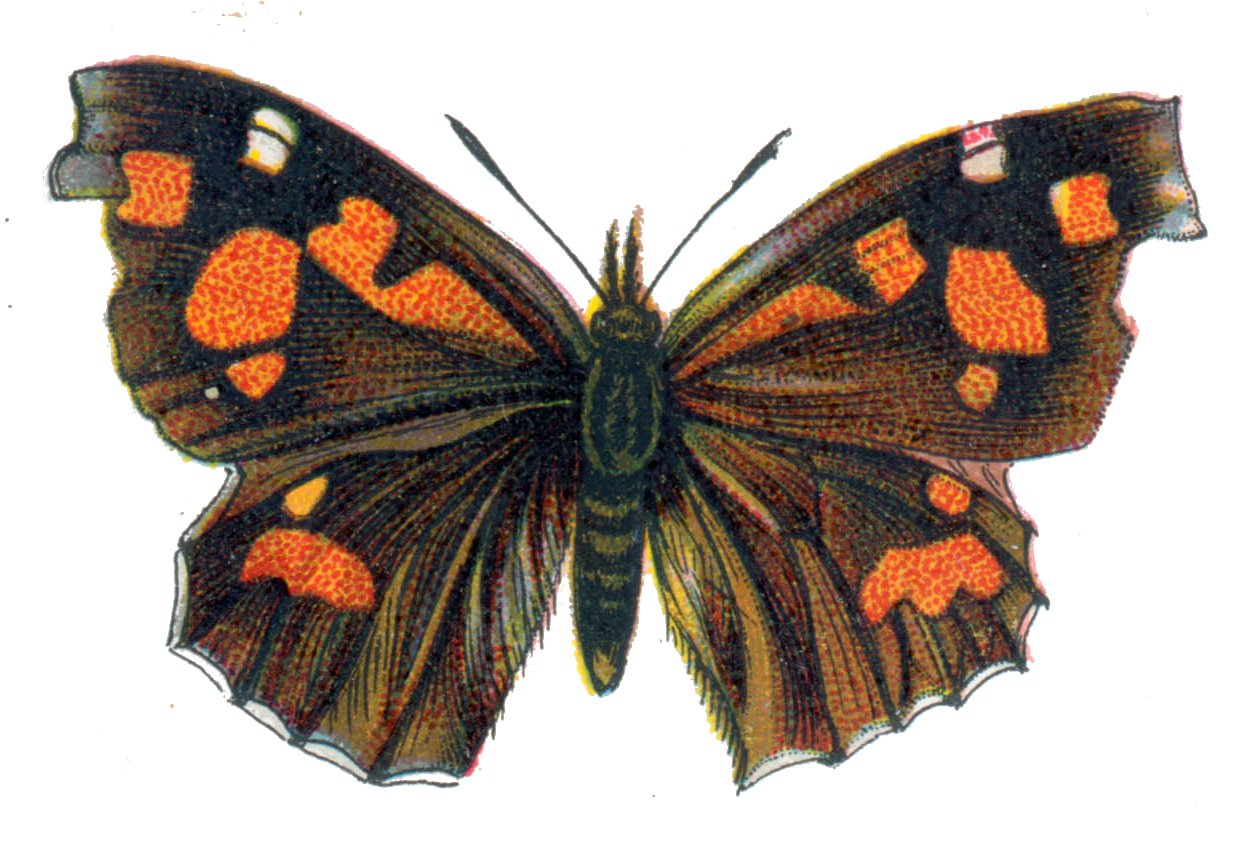
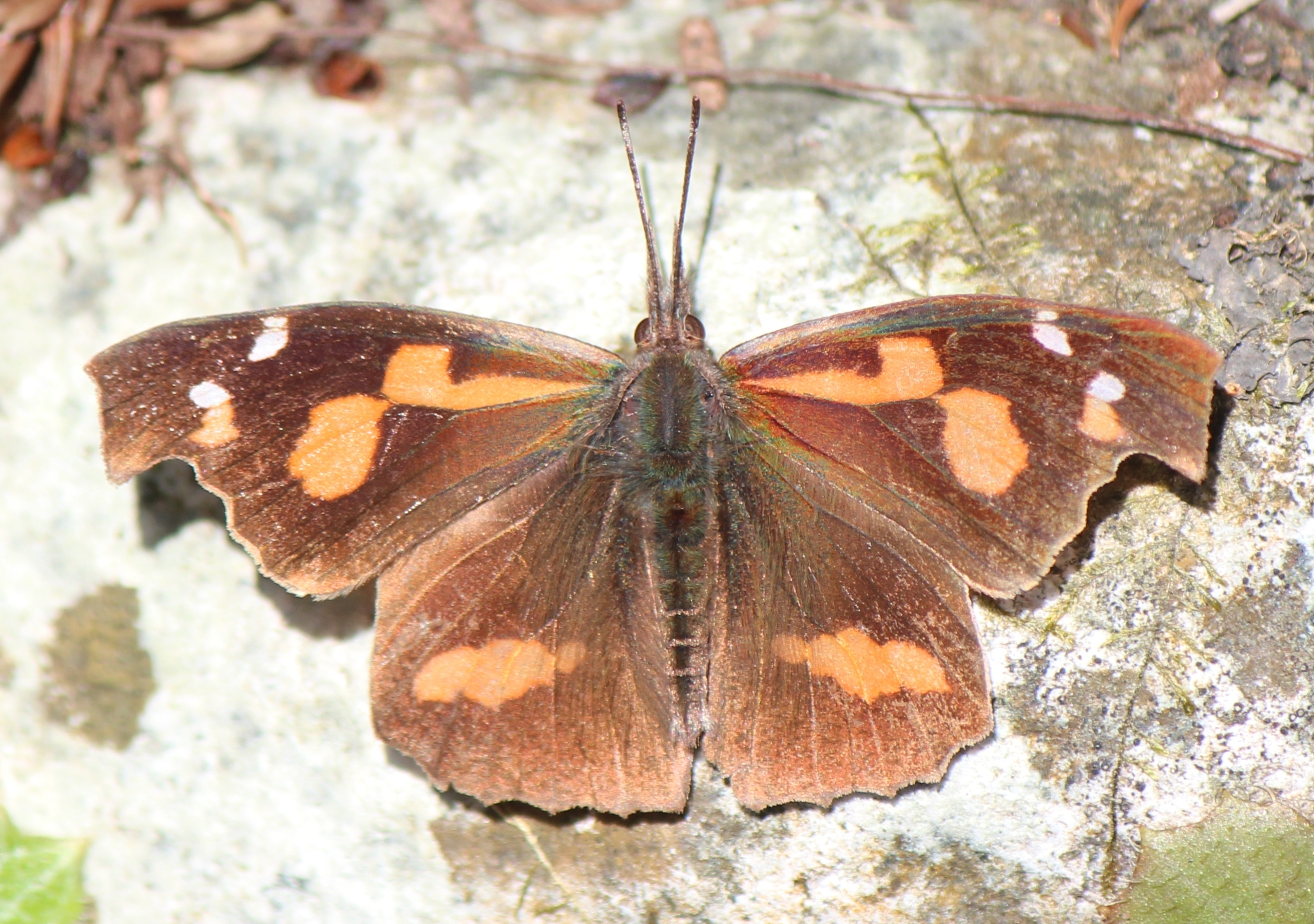
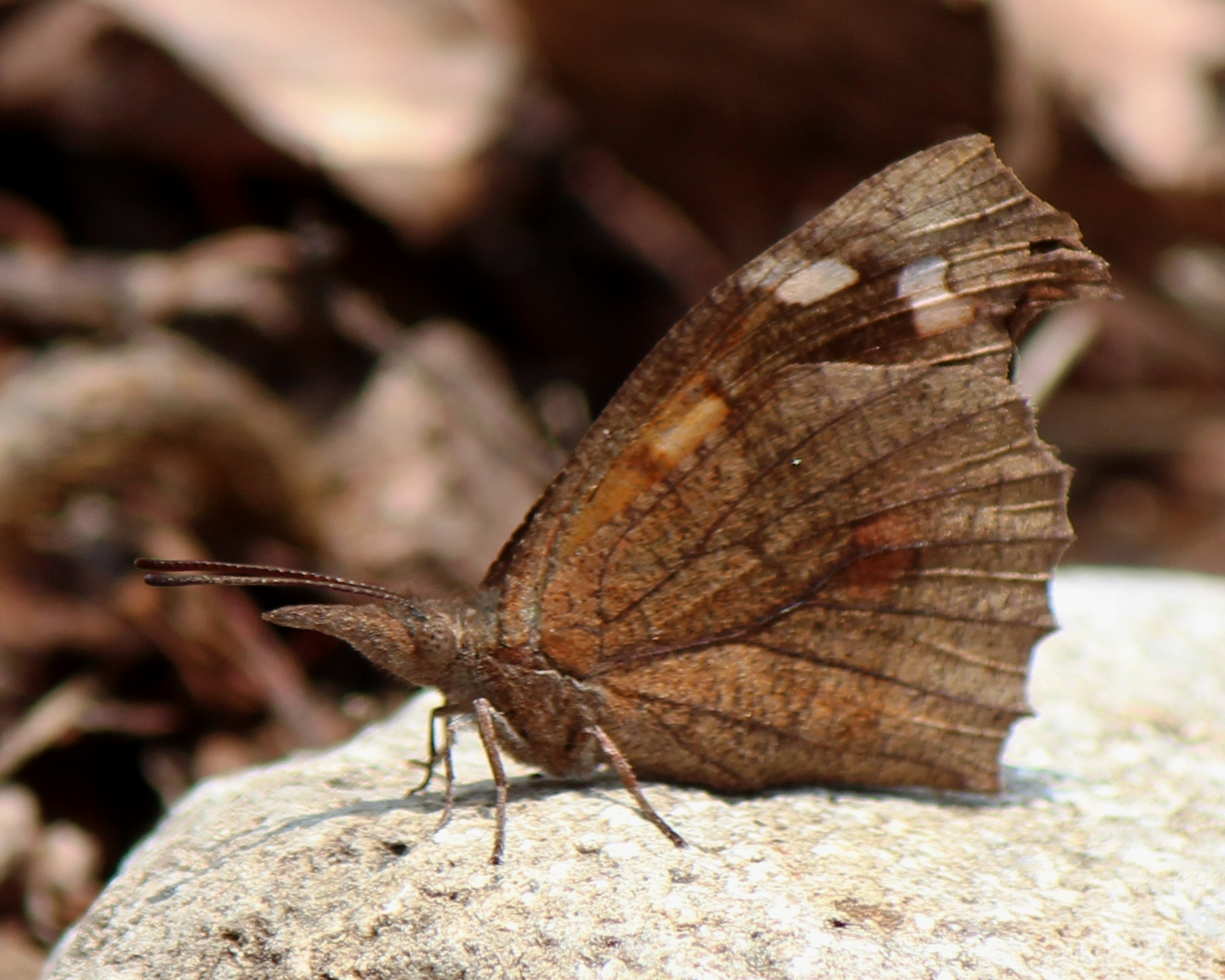
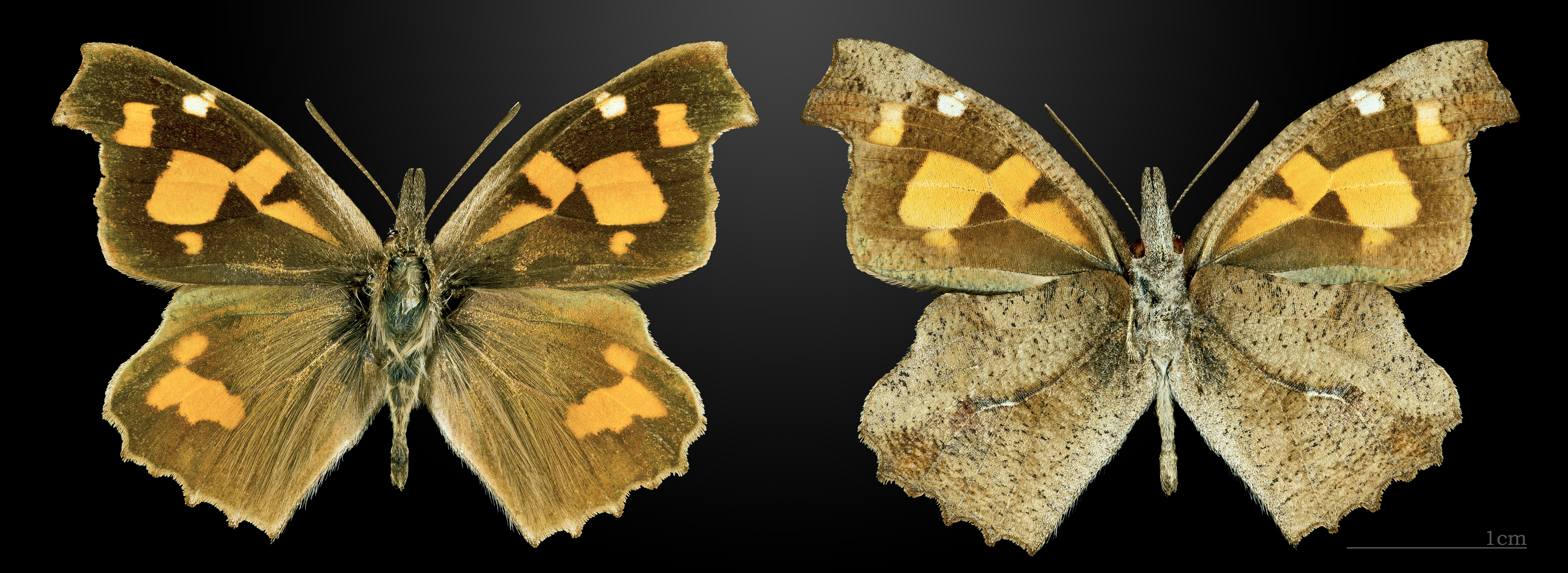